# 吉原修
吉原 修（よしわら おさむ）は、日本の政治家。自由民主党所属。東京都議会議員（5期）を務めた。

## 来歴
代議士公設秘書、国務大臣政務秘書官を経て、2001年に前職の渋谷守生の後継として東京都議会議員選挙に当選。その後、5期連続で当選した。
2022年2月20日投開票の町田市長選挙に立候補するも、現職の石阪丈一に敗れ、落選する。
2024年10月、現職の衆議院議員であった小倉將信が体調不良のため、次期衆院選不出馬を表明したことを受け、急遽東京都第23区の後任支部長に就任し、第50回衆議院議員総選挙に立候補した。同月27日の投開票の結果、小選挙区で立憲民主党の伊藤俊輔に敗れ、重複立候補していた比例東京ブロックでも比例復活もならず落選した。

## 不祥事
2024年12月、自民党の政治資金パーティー収入の裏金問題に関連し、都議会自民党において、同会派が開いた政治資金パーティーの収入の一部が政治資金収支報告書に記載されていなかった問題が表面化した。2025年1月23日、都議会自民党は政治資金パーティー券収入を収支報告書に記載していなかった都議ら26人の氏名とそれぞれの不記載額を公表し、吉原は116万円の不記載があったとして公表された。元職の都議としては最多金額である。

## 選挙歴
| 当落 | 選挙                     | 執行日         | 年齢 | 選挙区       | 政党       | 得票数    | 得票率 | 定数 | 得票順位 /候補者数 | 政党内比例順位 /政党当選者数 |
| ---- | ------------------------ | -------------- | ---- | ------------ | ---------- | --------- | ------ | ---- | ------------------ | ---------------------------- |
| 当   | 2001年東京都議会議員選挙 | 2001年6月24日  | 45   | 町田市選挙区 | 自由民主党 | 5万5270票 | ーー   | 3    | 1/5                | /                            |
| 当   | 2005年東京都議会議員選挙 | 2005年7月3日   | 49   | 町田市選挙区 | 自由民主党 | 3万9261票 | ーー   | 3    | 3/4                | /                            |
| 当   | 2009年東京都議会議員選挙 | 2009年7月12日  | 53   | 町田市選挙区 | 自由民主党 | 3万6969票 | ーー   | 3    | 3/5                | /                            |
| 当   | 2013年東京都議会議員選挙 | 2013年6月23日  | 57   | 町田市選挙区 | 自由民主党 | 4万6589票 | ーー   | 3    | 1/6                | /                            |
| 当   | 2017年東京都議会議員選挙 | 2017年7月2日   | 61   | 町田市選挙区 | 自由民主党 | 2万3470票 | ーー   | 4    | 4/8                | /                            |
| 落   | 2022年町田市長選挙       | 2022年2月20日  | 66   | ーー         | 無所属     | 3万6632票 | 24.71% | 1    | 2/6                | /                            |
| 落   | 第50回衆議院議員総選挙   | 2024年10月27日 | 68   | 東京都第23区 | 自由民主党 | 7万1154票 | 37.55% | 1    | 2/3                | 8/5                          |